# Agama impalearis
Agama impalearis là một loài thằn lằn trong họ Agamidae. Loài này được Boettger mô tả khoa học đầu tiên năm 1874.